# Lamottemys okuensis
Lamottemys okuensis је врста глодара из породице мишева (Muridae).

## Распрострањење
Ареал врсте је ограничен на једну државу, Камерун.

## Станиште
Станиште врсте су шуме.

## Угроженост
Ова врста се сматра угроженом.